# Saint-Aunès
Saint-Aunès (okzitanisch: Sant Aunès) ist eine französische Gemeinde im Département Hérault in der Region Okzitanien in Südfrankreich. Sie hat 4333 Einwohner (Stand: 1. Januar 2022). Saint-Aunès gehört zum Arrondissement Montpellier und zum Kanton Mauguio.

## Geografie
Saint-Aunès liegt etwa acht Kilometer nordöstlich von Montpellier. Umgeben wird Saint-Aunès von den Nachbargemeinden Vendargues im Norden, Baillargues im Osten und Nordosten, Mauguio im Süden und Südosten, Montpellier im Südwesten, Castelnau-le-Lez im Westen sowie Le Crès im Nordwesten.
Durch die Gemeinde führt die Autoroute A 9. Der Bahnhof liegt an der Bahnstrecke Tarascon–Sète-Ville.

## Bevölkerungsentwicklung
| Jahr      | 1962 | 1968 | 1975 | 1982 | 1990 | 1999 | 2006 | 2017 |
| --------- | ---- | ---- | ---- | ---- | ---- | ---- | ---- | ---- |
| Einwohner | 473  | 525  | 536  | 1162 | 2027 | 2825 | 2990 | 3439 |

## Sehenswürdigkeiten

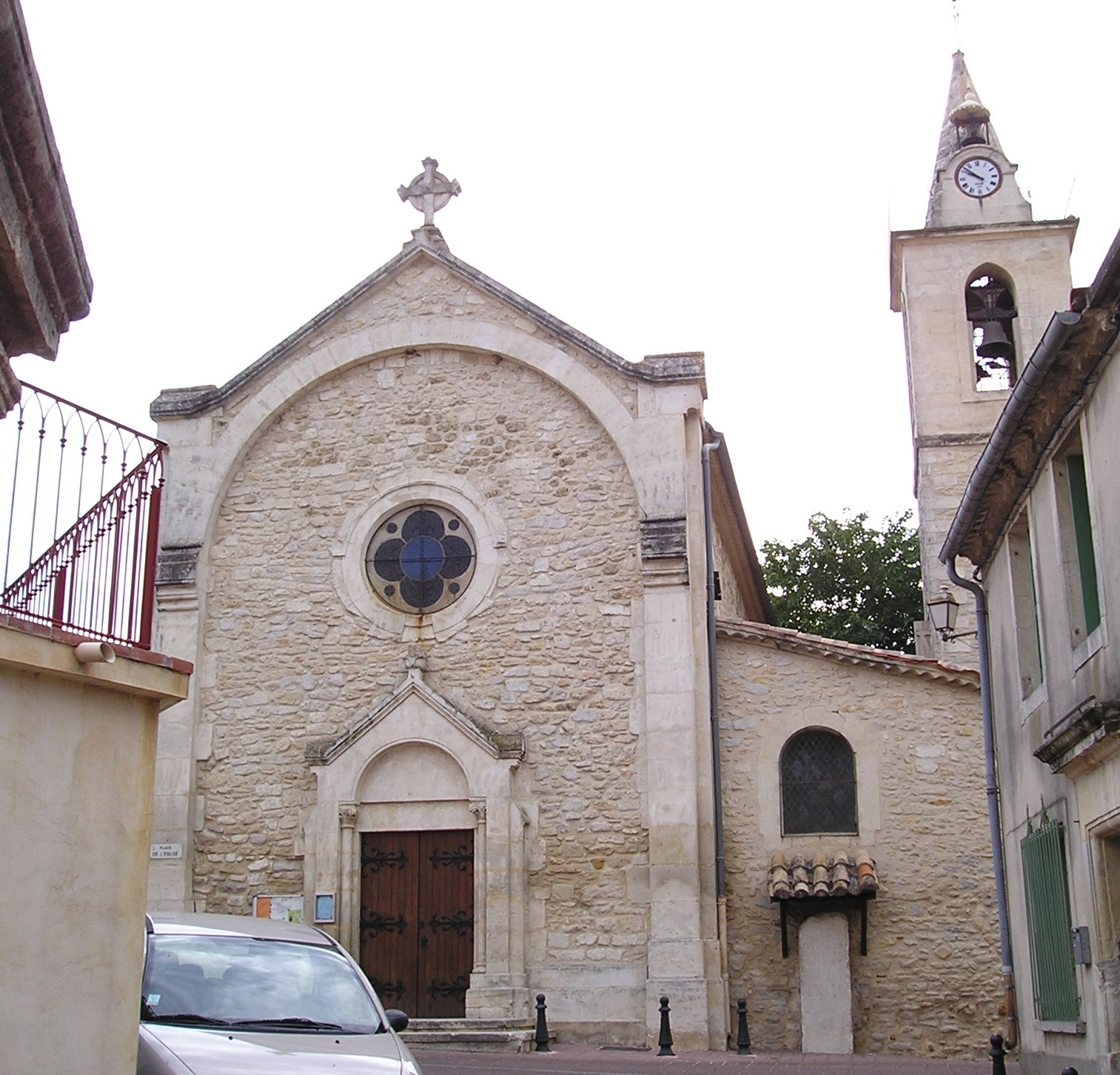
Kirche Saint-Aunès

- Kirche Saint-Aunès
- Solarkraftwerk

## Persönlichkeiten
- François de Baschi (1710–1777), Diplomat
- Albert Dubout (1905–1976), Plakatkünstler und Karikaturist
- Julien Lyneel (* 1990), Volleyball- und Beachvolleyballspieler